# Алмиш
Алмиш (д/н —бл. 925) — 7-й ельтебер (володар) і 1-й емір Волзької Болгарії у 895—925 роках. Відомий також як Джафар ібн Абдалла

## Життєпис
Походив з династії Дуло. Молодший син ельтебера Шилкі. Разом з батьком прийняв іслам, змінивши ім'я на Джафар. Посів трон 895 року після смерті старшого брата Батир-Муміна. Ймовірно ще за часів останнього Волзька Болгарія оформилася у власне державу. Втім саме Алмиш завершив цю справу. Закріплено столицю в Великому Булгарі та почато карбування власної срібної монети. Також Алмиш оголосив іслам офіційною релігією держави. Разом з тим змушений був підтвердити залежність від Хозарського каганату, відправивши бек-мелеху Нісі в якості заручника свого сина Мікаїла.
Ймовірно уклав союз з огузьким ханом Етреком, оженившись на його сестрі або доньці. В подальшому вирішив підтримати бек-мелеха Менахема I, допомігши тому 913 року приборкати повстання огузів й печенігів. При цьому завдав поразки русам, що рухалися Волгою, повертаючись з походу на Дербент.
Відомо про посольство ельтебера до халіфа аль-Муктадіра. Згадується в записках арабського мандрівника Ібн Фадлана (прибув сюди на чолі 3-тисячного каравану), який відвідав в 922 році в якості посла Алмиша. Цим роком датується міжнародне визнання Волзької Болгарії. Завдяки цьому Алмиш отримав арабських майстрів, карбувальників монети, архітекторів мечетей, було встановлено міцні політичні та торговельні зв'язки з Багдадським халіфатом й мусульманським світом.
Напевне посилення дипломатичних відносин з халіфом пов'язано було з новим повстанням Волзької Болгарії проти Хозарського каганату. До Алмиша доєдналися племена огузів, буртасів, печенігів. Ця війна не завершилася за життя Алмиша, якому спадкував син Мікаїл, а держава розкололася на Болгарський і Суварський емірати.

## Родина
Дружина — Нушабі, донька (сестра) огузького ябгу Етрека
Діти:
- Мікаїл (д/н—943), емір Волзької Болгарії
- Ахмад (д/н—930), емір Сувару
- 2 доньки